# Метод максимальної правдоподібності
Метод максимальної правдоподібності (також метод найбільшої вірогідності) у математичній статистиці — це метод оцінювання невідомого параметра шляхом максимізації функції правдоподібності. Він ґрунтується на припущенні про те, що вся інформація про статистичну вибірку міститься у цій функції. Метод максимальної правдоподібності був проаналізований, рекомендований і значно популяризуваний Р. Фішером між 1912 і 1922 роками (хоча раніше він використовувався Гаусом, Лапласом і іншими).
Оцінка максимальної правдоподібності є популярним статистичним методом, який використовується для створення статистичної моделі на основі даних, і забезпечення оцінки параметрів моделі.
Метод максимальної правдоподібності відповідає багатьом відомим методам оцінки в області статистики. Наприклад, припустимо, що ви зацікавлені зростом мешканців України. Припустимо, у вас дані стосовно зросту деякої кількості людей, а не всього населення. Крім того передбачається, що зріст є нормально розподіленою величиною з невідомою дисперсією і середнім значенням. Вибіркові середнє значення і дисперсія зросту є максимально правдоподібними до середнього значення і дисперсії всього населення.
Для фіксованого набору даних і базової імовірнісної моделі, використовуючи метод максимальної правдоподібності, ми набудемо значень параметрів моделі, які роблять дані «ближчими» до реальних. Оцінка максимальної правдоподібності дає унікальний і простий спосіб визначити рішення у разі нормального розподілу.

## Застосування
Метод оцінки максимальної правдоподібності застосовується для широкого кола статистичних моделей, зокрема:
- лінійні моделі і узагальнені лінійні моделі;
- факторний аналіз;
- моделювання структурних рівнянь;
- багато ситуацій, в рамках перевірки гіпотези і формування довірчого інтервалу;
- дискретні моделі вибору.

Метод застосовується в широких областях науки, зокрема:
- системи зв'язку;
- психометрія;
- економетрика;
- оцінювання кутових координат джерел сигналів, їх частоти і часу затримки в акустичних і електромагнітних системах;
- моделювання в ядерній фізиці і фізиці елементарних частинок;
- обчислювальна філогенетика;
- моделювання каналів в транспортних мережах.

## Визначення
Нехай маємо вибірку {\displaystyle X_{1},\ldots ,X_{n}} з розподілу {\displaystyle \mathbb {P} _{\theta }}, де {\displaystyle \theta \in \Theta } — невідомий параметр. Нехай {\displaystyle f(\mathbf {x} \mid \theta )\colon \Theta \to \mathbb {R} } — функція правдоподібності, де {\displaystyle \mathbf {x} \in \mathbb {R} }. Точкова оцінка
{\displaystyle {\hat {\theta }}_{\mathrm {M\Pi } }={\hat {\theta }}_{\mathrm {M\Pi } }(X_{1},\ldots ,X_{n})=\arg \max \limits _{\theta \in \Theta }f(X_{1},\ldots ,X_{n}\mid \theta )}
називається оцінкою максимальної правдоподібності параметра {\displaystyle \theta }. Таким чином, оцінка максимальної правдоподібності — це така оцінка, яка максимізує функцію правдоподібності при фіксованій реалізації вибірки.

## Зауваження
- Оскільки функція {\displaystyle x\to \ln x,\;x>0,} монотонно зростає на всій області визначення, максимум будь-якої функції {\displaystyle f(\theta )} є максимумом функції {\displaystyle \ln f(\theta )}, і навпаки. Таким чином,

{\displaystyle {\hat {\theta }}_{\mathrm {M\Pi } }=\arg \max \limits _{\theta \in \Theta }L(X_{1},\ldots ,X_{n}\mid \theta )},
де {\displaystyle L} — логарифмічна функція правдоподібності.
- Оцінка максимальної правдоподібності, загалом, може бути зміщеною (див. приклади).

## Приклади
- Нехай {\displaystyle X_{1},\ldots ,X_{n}\sim \mathrm {U} [0,\theta ]} — незалежна вибірка з неперервного рівномірного розподілу на відрізку {\displaystyle [0,\theta ]}, де {\displaystyle \theta >0} — невідомий параметр. Тоді функція правдоподібності має вигляд

{\displaystyle f(\mathbf {x} \mid \theta )=\left\{{\begin{array}{ll}{\frac {1}{\theta ^{n}}},&\mathbf {x} \in [0,\theta ]^{n}\subset \mathbb {R} ^{n}\\0,&\mathbf {x} \not \in [0,\theta ]^{n}.\end{array}}\right.}
Остання рівність може бути переписана у вигляді:
{\displaystyle f(\mathbf {x} \mid \theta )=\left\{{\begin{array}{ll}{\frac {1}{\theta ^{n}}},&\theta \geq \max(x_{1},\ldots ,x_{n})\\0,&\theta <\max(x_{1},\ldots ,x_{n})\end{array}}\right.,}
де {\displaystyle \mathbf {x} =(x_{1},\ldots ,x_{n})^{\top }}, звідки видно, що свого максимуму функція правдоподібності досягає в точці {\displaystyle \theta =\max(x_{1},\ldots ,x_{n})}. Таким чином
{\displaystyle {\hat {\theta }}_{\mathrm {M\Pi } }=\max(X_{1},\ldots ,X_{n})}.
- Нехай {\displaystyle X_{1},\ldots ,X_{n}\sim \mathrm {N} (\mu ,\sigma ^{2})} — незалежна вибірка з нормального розподілу з відомим середнім і дисперсією. Побудуємо оцінку максимальної правдоподібності {\displaystyle \left({\hat {\mu }}_{\mathrm {M\Pi } },{\widehat {\sigma ^{2}}}_{\mathrm {M\Pi } }\right)^{\top }} для невідомого вектора параметрів {\displaystyle \left(\mu ,\sigma ^{2}\right)^{\top }}. Логарифмічна функція правдоподібності приймає вигляд

{\displaystyle L(\mathbf {x} \mid \mu ,\sigma ^{2})=-{\frac {n}{2}}\ln(2\pi \sigma ^{2})-{\frac {1}{2\sigma ^{2}}}\sum \limits _{i=1}^{n}(X_{i}-\mu )^{2}}.
Щоб знайти її максимум, прирівнюємо до нуля часткові похідні:
{\displaystyle \left\{{\begin{matrix}\displaystyle {\frac {\partial }{\partial \mu }}L(\mathbf {x} \mid \mu ,\sigma ^{2})=0\\[10pt]\displaystyle {\frac {\partial }{\partial \sigma ^{2}}}L(\mathbf {x} \mid \mu ,\sigma ^{2})=0\\\end{matrix}}\right.\Rightarrow \left\{{\begin{matrix}\displaystyle {\frac {\sum \limits _{i=1}^{n}X_{i}-n\mu }{\sigma ^{2}}}=0\\[10pt]\displaystyle -{\frac {n}{2\sigma ^{2}}}+{\frac {\sum \limits _{i=1}^{n}(X_{i}-\mu )^{2}}{2\left(\sigma ^{2}\right)^{2}}}=0\\\end{matrix}}\right.,}
звідки
{\displaystyle {\hat {\mu }}_{\mathrm {M\Pi } }={\bar {X}}} — вибіркове середнє, а
{\displaystyle {\widehat {\sigma ^{2}}}_{\mathrm {M\Pi } }=S_{n}^{2}} — вибіркова дисперсія.